# Luigi Mussini
Luigi Mussini (Berlino, 19 dicembre 1813 – Siena, 18 giugno 1888) è stato un pittore e compositore di scacchi italiano.

## Biografia
Figlio di Natale Mussini, maestro di cappella alla corte prussiana, e di Giuliana Sarti, fratello di Cesare Mussini, studiò all'Accademia delle Belle Arti di Firenze, dove fu discepolo di Pietro Benvenuti e di Giuseppe Bezzuoli.
Nel 1840 vinse un pensionato a Roma, dove rimase quattro anni a studiare pittura. 
Si ispirò ai maestri del Quattrocento e nel 1844 aprì una scuola a Firenze: furono suoi discepoli Silvestro Lega e Michele Gordigiani.
Nel 1848 lasciò i pennelli per partecipare, come volontario, alla prima guerra d'Indipendenza.
Disilluso per l'infelice esito si recò a Parigi dove frequentò Jean-Auguste-Dominique Ingres, Hyppolite Flandrin, William Haussoullier e altri artisti.
Nel 1851 si trasferì a Siena, dove diventò direttore dell'Accademia di Belle Arti, carica che mantenne per 37 anni, fino alla morte. All'accademia senese fu maestro, tra gli altri, di Angelo Visconti, Amos Cassioli, Cesare Maccari, Giuseppe Catani Chiti, Pietro Aldi e Alessandro Franchi, Antonio Ridolfi. Sposò Luigia Piaggio che morì di parto, mettendo al mondo l'unica figlia, Luisa che divenne anch'essa pittrice.
Luigi Mussini fu anche un buon giocatore di scacchi, particolarmente esperto nella composizione di problemi. Fu il primo classificato degli italiani in un concorso indetto nel 1875 dalla « Nuova Rivista degli Scacchi ».

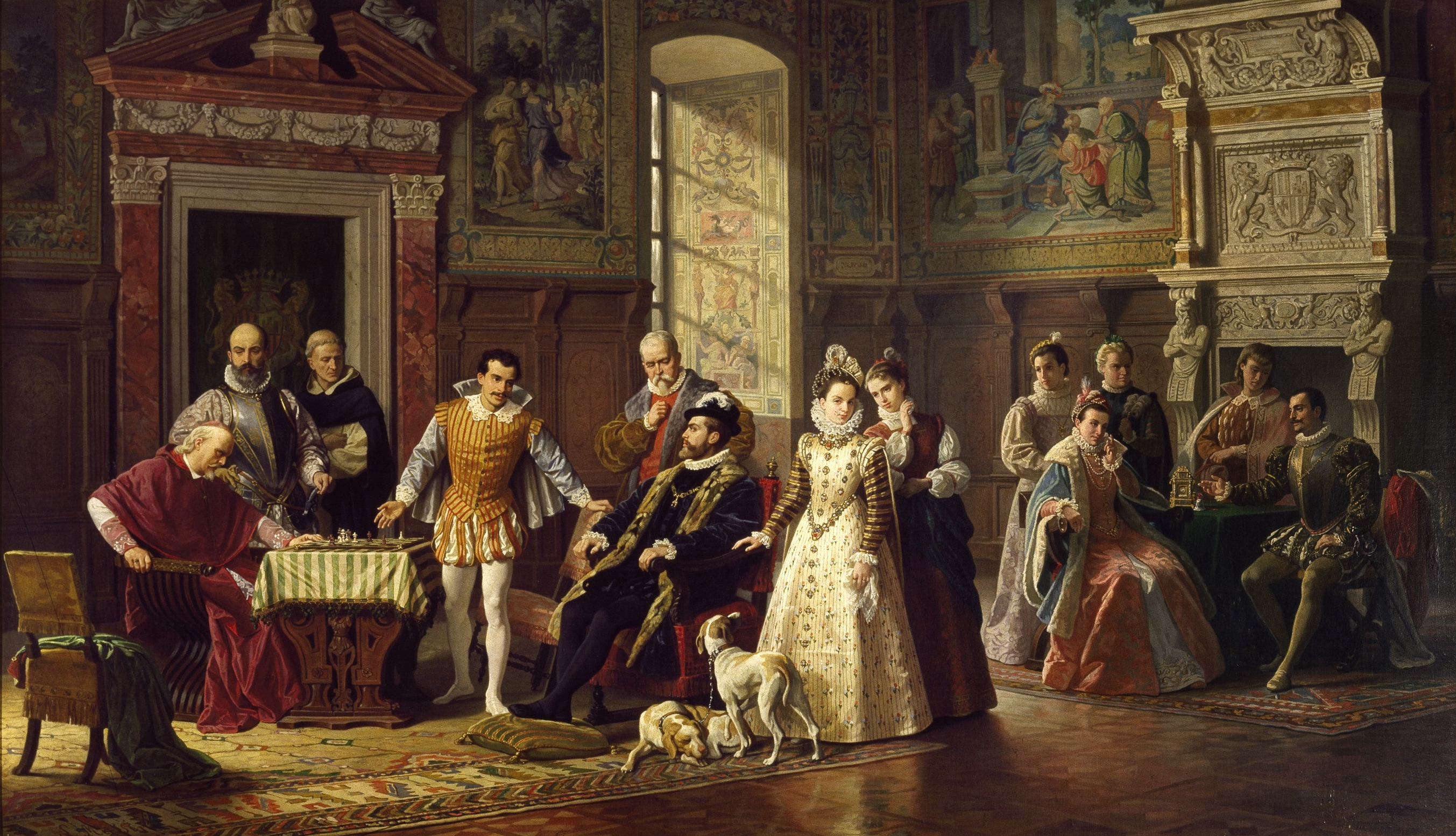
Luigi Mussini: Partita a scacchi fra Ruy López de Segura e Leonardo da Cutro (1882)